# بي (حرف يوناني)
پي (باليونانية:πῖ) هو الحرف السادس عشر في الأبجدية الإغريقية. يأخذ شكلين الكبير باي والصغير π.